# 첵랍콕섬
첵랍콕섬(중국어 정체자: 赤鱲角, 병음: Chìliè Jiǎo, 광둥어: Cek3 Laap6 Gok3첵랍곡) 또는 츠례자오섬은 홍콩의 서부 해역 란터우섬 북쪽에 있는 섬이다. 이 섬에 위치한 홍콩 국제공항은 섬의 이름을 따서 첵랍콕 국제공항이란 별칭으로 자주 불린다.

## 역사
첵랍콕이라는 명칭은 과거 인근 해역에서 '첵랍'이라는 생선이 많이 잡힌 것에서 유래했다. 첵랍콕의 역사는 오래되어 일찍이 섬에 신석기시대 유물이 출토되었다. 홍콩 국제공항이 건설되면서 섬을 평평하게 깎고 주변 바다를 간척하여 홍콩에서 세 번째로 큰 섬이 되었다. 예전 섬의 서북쪽에 첵랍콕촌이 있었는데, 공항을 건설하면서 마을을 란터우섬의 퉁청(東涌)으로 옮기고 첵랍콕신촌(赤臘角新村)이라 불리고 있다. 또 첵랍콕에 자생하던 홍콩의 유일한 개구리종인 로머스 청개구리를 공항 건설 전에 라마섬으로 서식지를 옮겼다.

## 지리
섬의 대부분은 1998년 7월 6일 개항한 홍콩 국제공항의 부지(19km2)이다. 본래 섬의 면적은 2.8km2였는데, 공항을 건설하면서 섬의 산들을 깎아 평평하게 만들고 섬의 서쪽 바다를 약 10km2 매립하였다. 현재는 란터우섬과 연결되는 섬의 남쪽에만 산의 흔적이 미미하게 남아있다. 이후에 2022년 7월 개장한 제3활주로를 증설하기 위해 섬 북쪽의 바다를 6.5km2 추가로 매립했다.

## 같이 보기
- 란터우섬
- 홍콩섬
- 라마섬